# Carmen Córdova
Carmen Córdova (Buenos Aires, 28 de diciembre de 1929 - Buenos Aires, 2 de febrero de 2011) fue una arquitecta argentina, que formó parte del Grupo OAM (Organización de Arquitectura Moderna). Fue la primera, y única hasta 2015, decana de la Facultad de Arquitectura, Diseño y Urbanismo (Universidad de Buenos Aires) en 1994. En 2004 recibió el Premio Trayectoria artística del Fondo Nacional de las Artes.

## Primeros años
Carmen Córdova pertenecía a una familia de ideas avanzada y progresistas, hija del escritor Cayetano Córdova Iturburu y de Carmen de la Serna, hermana de Celia de la Serna, madre del Che Guevara. Creció rodeada de un mundo intelectual y cultural, que le llevó a amar las artes e incursionar en varias de ellas, dedicó 14 años de su vida a la danza estudiando en el Conservatorio Nacional; escribió prosa; pintó y también llegó a incursionar en la actuación. Fue en el estudio del pintor Emilio Pettoruti al que acudió a estudiar pintura, cuando estaba casi al final de su carrera, donde conoció a quien sería su colega de OAM, su socio y marido el arquitecto Horacio Baliero, con quien tuvieron tres hijas. Falleció en 2011.

### Trayectoria

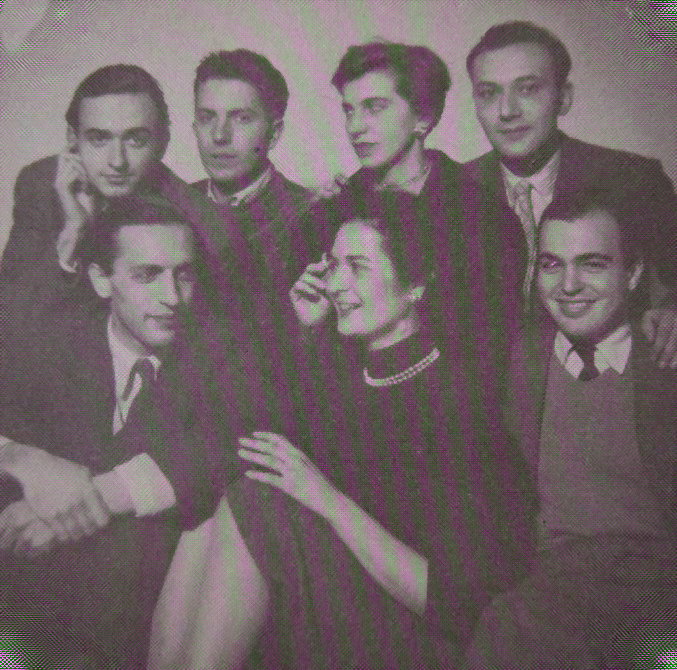
Organización de Arquitectura Moderna (OAM)

El grupo oam fundado a instancias de Tomás Maldonado y Alfredo Hlito, del que formaron parte además de Córdova y Baliero, Jorge Bullrich, Juan Manuel Borthagaray, Alicia Cazzaniga, Gerardo Clusellas, Jorge Goldemberg, Jorge Grisetti, y Eduardo Polledo. El grupo OAM además de interesarse por la arquitectura eran amantes de todas las artes y su expresión conjunta. Tenían su sede en un edificio de la calle Cerrito de Buenos Aires, que fue una cuna de la modernidad arquitectónica de la ciudad. Allí funcionaron el estudio de Maldonado, Hlito y Carlos Méndez Mosquera que daría lugar a la editorial Nueva Visión, fundamental en la traducción de textos de la modernidad al castellano; el escultor Enio Iommi en otro piso y en el altillo trabajaban los jóvenes estudiantes Justo Solsona, Ernesto Katzenstein y Eduardo Bell.
Junto a Justo Solsona y Ernesto Katzenstein se inició como docente en la cátedra de Wladimiro Acosta con quien seguramente aprendió desde el reconocimiento del valor de la arquitectura moderna la crítica sobre el mismo movimiento, siendo fundamentales las ideas de Acosta respecto al clima.
La pertenencia a oam transformó por siempre la manera de entender la arquitectura para Carmen Córdova, especialmente los textos de Le Corbusier, y la referencia estética y arquitectónica de Max Bill. Este momento coincidió con su trabajo como dibujante, junto a Solsona y Katzenstein, del Plan para el Barrio Sur de la ciudad de Buenos Aires dirigido por Antonio Bonet.
En esos mismos años viajó a Brasil a presentar la Revista Nueva Visión en compañía de Horacio Baliero. Se quedaron seis meses allí conociendo la arquitectura más influyente del momento, especialmente Oscar Niemeyer por quien sintió una gran admiración. Su influencia se refleja en el concurso que ganaron en 1961 para el cementerio de Mar del Plata, que incluía un ala para cementerio israelita, que fue transformado en capilla con el siguiente golpe militar en 1966.
Al igual que muchos de oam Carmen era docente universitaria, cargo que abandonó luego de la cruenta acción contra estudiantes de la dictadura en 1966, conocida como la “noche de los bastones largos”.

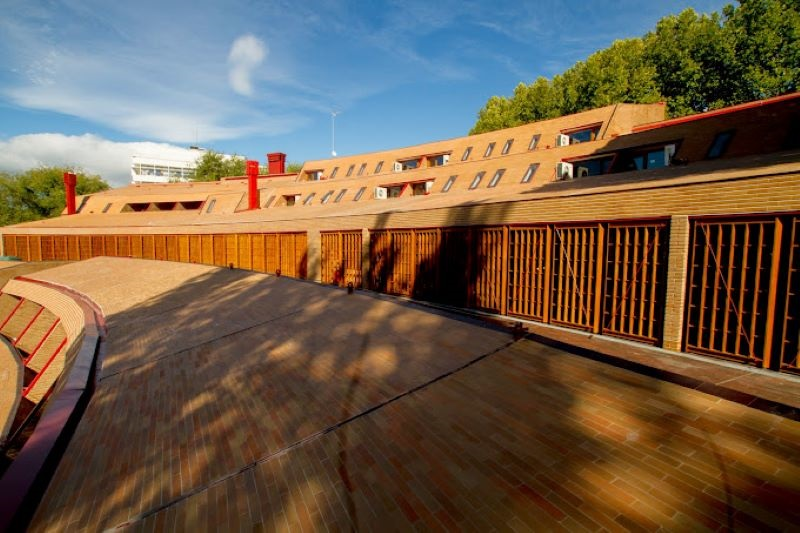
Carmen Córdova, Horacio Baliero, Javier Feduchi. Colegio Mayor Universitario Argentino Nuestra Señora de Luján, Madrid.

Carmen Córdova y Horacio Baliero ganaron el concurso del Colegio Mayor Universitario Hispano Argentino Nuestra Señora de Luján en Madrid, lo que les llevó a trasladarse a vivir allí con sus tres hijas en 1966. En Madrid se asociaron con Javier Feduchi Benlliure para poder llevar adelante la obra, que se vio modificada en su materialidad atendiendo al clima y las capacidades tecnológicas locales. En 2004 el Gobierno de España declaró patrimonio el edificio.
En 1986 fue elegida Secretaria Académica en el decanato de Juan Manuel Borthagaray en la FADU-UBA durante dos mandatos, y luego ella misma sería electa decana. El período que ellos dirigieron cambió completamente la organización de la casa de estudios. Crearon las carreras de Diseño Gráfico y de Diseño Industrial, basándose en materias optativas que se dictaban en arquitectura. En 1989 se sumaron a la oferta formativa de la Facultad las carreras de Diseño de Indumentaria y Textil, la de Diseño de Paisaje y la de Diseño de Imagen y Sonido, esta última fruto del trabajo compartido con la arquitecta Graciela Raponi y de la pasión de Córdova por el cine. Pasados casi 30 años, a pesar de la resistencia de los académicos y profesionales más cerrados y elitistas, la creación de estas carreras en el seno de la facultad han demostrado ser un acierto que reflejaba la variedad de intereses en el interior de la facultad.
En 1994 fue elegida decana de la FADU por unanimidad, pero a pesar de ese apoyo no pudo concretar su sueño de una carrera que fuera más cercana a los ideales de la Bauhaus que tanto admiraba. Fue una experiencia decepcionante en términos políticos, ya que renunció junto a su vicedecano de manera irrevocable en 1996, y le llevó a no querer verse implicada en ningún proyecto ni actividad pública en sus últimos años de su vida. En 2001 Carmen Córdova escribió un libro Memorias de modernidad, como respuesta rebelde a un mundo global e injusto que no le satisfacía y con el que estaba totalmente en desacuerdo.

## Publicaciones
- La síntesis dialéctica. Pasaron muchas cosas en el verano de 1923.[8]
- Reflexiones en “Horacio Baliero/Ernesto Katzenstein: una arquitectura de síntesis”.[9]